# Batalha de Sacavém
A mítica batalha de Sacavém terá sido um recontro travado entre o primeiro rei português, D. Afonso Henriques, e os mouros, no início do cerco de Lisboa, em Julho de 1147, às margens do Trancão, junto da antiga ponte romana que cruzava o rio.

## Precedentes
Após a conquista de Santarém, Afonso Henriques preparou-se para tomar Lisboa e assim consolidar definitivamente não só a linha do Tejo como a própria independência de Portugal — o domínio do seu fértil vale garantia-lhe a plena auto-suficiência e malograva os planos leoneses de re-anexar Portugal.
Entretanto, espalhava-se pela Estremadura a notícia de que os cristãos já cercavam Lisboa, tornando-se imperativo ajudar a defender a todo o custo o derradeiro reduto muçulmano a Norte do Tejo.
Assim sendo, ter-se-iam reunido nas proximidades de Sacavém, a norte do seu rio, prontos a dar luta e a desbaratar as forças de Afonso Henriques, cerca de cinco mil muçulmanos oriundos não só da Estremadura (Alenquer, Lisboa e Sacavém), como até do Oeste (Óbidos e Torres Vedras) e do Ribatejo (Tomar e Torres Novas), sob o comando do wali (alcaide muçulmano) de Sacavém, Bezai Zaíde.

## Uma batalha, um milagre

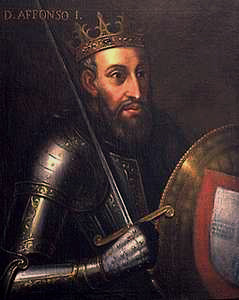
Afonso Henriques, que, de acordo com a tradição, teria conquistado Sacavém aos mouros.

Afonso Henriques dispunha apenas de uma força de mil e quinhentos guerreiros, e foi nessas condições que se iniciou a batalha, tendo como palco Sacavém de Baixo, na margem do rio de Sacavém, entre os actuais montes de Sintra e do Convento, junto à velha ponte romana, fortemente defendida pelos mouros, os quais haviam já iniciado a sua travessia, dispostos a desbaratar os portugueses.
Não obstante a significativa diferença numérica entre ambos os contendores, acabaram por vencer os cristãos; muito embora a maior parte destes últimos tenha perecido, conseguiram ainda assim matar três mil muçulmanos a fio de espada, tendo os restantes mouros afogado-se no rio ou sido feito prisioneiros.
Esta miraculosa vitória foi atribuída à divina intervenção da Virgem Maria, que teria feito aparecer durante o combate «muitos homens estranhos que pelejavam com os cristãos». Como Afonso Henriques contou com o apoio de Cruzados para tomar a capital, podemos partir do princípio, mais ou menos seguro, de que os homens estranhos (id est, «estrangeiros») a que a fonte se reporta seriam esses cristãos oriundos da Europa do Norte.
Conta-se aliás que Bezai Zaíde, perante o sucedido, ter-se-ia convertido à fé cristã e sido inclusive o primeiro sacristão da ermida dedicada a Nossa Senhora dos Mártires (assim chamada em honra dos cristãos que caíram na batalha), que D. Afonso Henriques ali mandou erguer passados poucos dias do recontro.
Ao mesmo tempo, o rei teria também mandado reconstruir a velha Igreja de Nossa Senhora dos Prazeres (que estaria em ruína sob a ocupação muçulmana, apesar de estes terem aparentemente permitido a manutenção do culto cristão, mediante o pagamento de um dado tributo — a jizya — às autoridades islâmicas), tendo feito dela sede paroquial de Sacavém e alterado a sua invocação, dedicando-a a Nossa Senhora da Vitória (em homenagem à sua estrondosa vitória sobre os mouros, devido à intercessão da Virgem).

## Entre a história e a lenda
O primeiro a aludir a esta tradição foi o monge cistercience de Alcobaça, Frei António Brandão, afirmando basear-se numa tradição, já velha, recolhida entre as gentes de Sacavém; também Miguel de Moura, nas suas inéditas Memórias da Fundação do Mosteiro de Sacavém, alude a essa lenda existente entre os sacavenenses, que mandou averiguar quando desejou erigir o Convento de Nossa Senhora dos Mártires e da Conceição de Sacavém, no lugar da antiga ermida da Senhora dos Mártires, em 1577.
Contudo, não há quaisquer provas históricas que corroborem a existência de facto deste combate; as fontes coevas da conquista (como a conhecida Carta do cruzado inglês Randulfo ao clérigo Osberto de Baldreseia — a moderna Bawdsey, no Suffolk —, a qual relata em pormenor a expugnação da cidade), não fazem qualquer alusão a este embate às margens do rio de Sacavém.
No século XIX, o grande historiador e político Alexandre Herculano foi o primeiro a pôr em causa este facto, na sua conhecida História de Portugal. Hoje em dia, ela é comummente tida como sendo praticamente lendária, pelo menos com os contornos com que foi descrita.